# Histoire évolutive des gastéropodes

Plan d'organisation d'un mollusque ancestral hypothétique.

Les premiers gastéropodes  sont exclusivement marins, les plus anciens représentants du groupe, les genres Chippewaella et Strepsodiscus, ont été datés de la fin du Cambrien.[réf. nécessaire], ils sont issus de l'explosion cambrienne qui a débuté il y a 540 millions années. Au cours de cette courte période géologique tous les grands embranchements animaux divergent et on voit apparaître les premières créatures avec des squelettes minéralisés, Brachiopode ou Mollusque.
Leurs parents les plus proches vivant seraient les céphalopodes.
Les conchifères forment un groupe d'animaux bien distinct des mollusques qui ne regroupaient à l'époque que les animaux à corps mous sans coquille. Les formes de mollusque à coquille du début du Cambrien, comme Helcionella et Scenella ne sont pas considérées comme des gastéropodes. Aldanella , qui produit pourtant une coquille, n'est quant à elle probablement même pas un mollusque. 
Durant l'Ordovicien, les genres de gastéropodes découverts sont très variés mais tous toujours aquatiques. En général, les fossiles de gastéropodes découverts dans les roches du début du paléozoïque sont trop mal conservés pour permettre une identification précise, ils sont en outre, moins présents que ceux des bivalves. Pourtant, quinze espèces du Silurien, du genre Poleumita, ont pu être identifiées.
La plupart des gastéropodes de l'ère paléozoïque appartiennent à des groupes dits « primitifs », dont quelques-uns survivent encore aujourd'hui. Durant le Carbonifère, la plupart des formes qui sont aujourd'hui contemporaines, apparaissent. Mais en dépit des similitudes d'apparence, la majorité de ces anciens groupes, ne sont pas directement liés aux formes actuelles. Ce n'est qu'au cours du mésozoïque, que sont apparus la plupart des gastéropodes que nous pouvons observer dans la nature.[réf. nécessaire]
Une radiation évolutive s'est produite au début du cénozoïque.

## Les gastéropodes terrestres
Les premiers Pulmonata, c'est-à-dire les gastéropodes terrestres, sont des escargots du genre Maturipupa. Leurs fossiles ont été datés du Carbonifère. Ils ont été découverts en Europe. Les escargots terrestres proches des escargots modernes sont rares avant le Crétacé, où le genre Helix est apparu. Les limaces sont également issues de ce groupe.
Secondairement, certains d'entre eux sont (re)devenus aquatiques, colonisant les eaux douces continentales (Ce sont essentiellement les lymnées et les planorbes).

## Histoire de cette théorie
La classification traditionnelle était basée sur des observations morphologiques. Une nouvelle classification, basée sur les études génétiques, a été proposée en 1997 par Ponder & Lindberg. Une autre, plus complète, l'a été par la Taxonomie des Gastropoda (Bouchet & Rocroi, 2005).